# Османов мач
Османов мач важан је државни мач, који се користио током церемоније устоличења (тур. Kılıç alayı) султана у Османском царству. Мач је добио име у част Османа I, оснивача Османске династије. Пракса је почела када је Осман био сам опасан мачем Ислама од стране  његовог учитеља и таста Шејха Едебалија. Ово  је била важна церемонија, која је одржана у року од две недеље од успона на престо султана. Била је одржана у гробу комплекса у Ејупу, на Златном Рогу водотокова у престоници Цариграду. Иако је пут од палате Топкапи (где је султан боравио) до Златног Рога био краћи, султан би бродом одлазио тамо. У Ејуповом  комплексу гробница саграђеној од стране Мехмеда II у част Абу Ејуб ел Ансари, пратиоца Мухамеда, који је умро за време прве опсаде Цариграда у 7. веку. Опасавање мачем се, дакле, одржавало на месту које се сматрало светим и повезивало је престо султана са прецима из 13. века и са самим Мухамедом.
Чињеница да се грб са којим је султан долазио на престо састојао од мача имало је велики симболички значај: то је показало да је дужност султана, првенствено ратничка. Османов мач је био умотан око новог султанског од стране Шарифа у Конји, а мевлеви дервиш је био позван у Цариград за ову сврху. Таква привилегија била је резервисана за мушкарце из суфијског реда из времена када је Осман I утврдио своју резиденцију у Конји 1299. године, пре него што је престоница премештена у Бурсу, а затим у Цариград.
До краја 19. века, немуслиманима је био забрањен улаз у џамију Ејуп и њихово присуство церемонији. Први који је одступио од ове традиције је Мехмед V чија церемонија опасавања је била отворена за људе различитих вероисповести. Одржана 10. маја 1909. године, присуствовали су јој представници свих верских заједница присутних у царству, посебно Шејх-ул-Ислам, грчки Патријарх, главни рабин и представник јерменске Цркве. Чињеница да је немуслиманима било дозвољено да присуствују церемонији је омогућило Њујорк тајмсу да напише веома детаљан извештај о томе. Мехмедов брат и наследник Мехмед VI, отишао је још даље, допуштајући да свечаност буде снимљена. Он је био последњи владајући османски султан, и то је једини такав обред, који је икада снимљен на филму.